# Alba Coralli
Alba Coralli (Casteggio, 1818 – Venezia, 1886) è stata una patriota italiana.
Nata a Pavia nel XIX secolo, venne data in sposa in giovane età al marchese Belcredi, da cui ebbe due figli.
Ma il cuore, animato da sentimenti libertari, la spinse tra le braccia del patriota bergamasco Gabriele Camozzi, con il quale condivise gli ideali risorgimentali. 
Gli scambi epistolari con esso mettono in risalto la sua personalità istintiva, piena di fervore ma anche di femminilità; questi carteggi sono conservati nella biblioteca civica della città di Bergamo, terra a cui lei si legò profondamente. 
È inoltre presente, nel museo storico di Città alta (sempre nel capoluogo orobico), la ricostruzione della loro casa durante l'esilio a Genova: il visitatore può vedere ed ascoltare frammenti della loro vita politica, ma anche sentimentale, tramite filmati e registrazioni delle loro lettere, dando una dimensione più umana agli eventi di cui fecero parte.